# Дискография The Who
Дискография The Who включает полный список студийных и других альбомов британской рок-группы The Who и списки содержащихся в них песен, а также все синглы. Группа записала 11 студийных альбомов, 11 концертных дисков, 26 альбомов-компиляций. Также вышли 58 синглов, 6 видеоальбомов и 4 саундтрека.

## Студийные альбомы
| Год  | Подробности                                                                  | Высшие места | Высшие места | Высшие места | Высшие места | Высшие места | Высшие места | Высшие места | Высшие места | Высшие места | Высшие места | Высшие места | Высшие места | Высшие места | Сертификаты (продажи)                                  |
| Год  | Подробности                                                                  | UK           | AUS          | AUT          | CAN          | ESP          | FRA          | GER          | IRE          | NLD          | NOR          | SWE          | SWI          | US           | Сертификаты (продажи)                                  |
| ---- | ---------------------------------------------------------------------------- | ------------ | ------------ | ------------ | ------------ | ------------ | ------------ | ------------ | ------------ | ------------ | ------------ | ------------ | ------------ | ------------ | ------------------------------------------------------ |
| 1965 | My Generation - Выпущен: 3 декабря 1965 - Лейбл: Brunswick, Decca Records    | 5            | —            | —            | —            | —            | —            | 14           | —            | —            | —            | —            | —            | —            | - UK: золотой                                          |
| 1966 | A Quick One - Выпущен: 9 декабря 1966 - Лейбл: Decca, Reaction Records       | 4            | —            | —            | —            | —            | —            | —            | —            | —            | 19           | —            | —            | 67           |                                                        |
| 1967 | The Who Sell Out - Выпущен: 15 декабря 1967 - Лейбл: Decca, Track Records    | 13           | 8            | —            | —            | —            | —            | —            | —            | —            | —            | —            | 48           | 48           |                                                        |
| 1969 | Tommy - Выпущен: 23 мая 1969 - Лейбл: Decca, Track                           | 2            | 8            | —            | —            | —            | 143          | 50           | —            | 14           | —            | —            | —            | 4            | - US: 2x платиновый                                    |
| 1971 | Who's Next - Выпущен: 31 июля 1971 - Лейбл: Decca, Track                     | 1            | 3            | —            | 5            | —            | 157          | 18           | —            | 4            | 6            | —            | —            | 4            | - US: 3x платиновый                                    |
| 1973 | Quadrophenia - Выпущен: 19 октября 1973 - Лейбл: MCA Records, Polydor, Track | 2            | 35           | —            | 2            | —            | —            | 7            | —            | 17           | 8            | —            | —            | 2            | - US: платиновый - UK: золотой                         |
| 1975 | The Who by Numbers - Выпущен: 18 октября 1975 - Лейбл: MCA, Polydor          | 7            | 29           | —            | 9            | —            | —            | —            | —            | 30           | —            | —            | —            | 8            | - US: платиновый - UK: золотой - CAN: золотой          |
| 1978 | Who Are You - Выпущен: 18 августа 1978 - Лейбл: MCA, Polydor                 | 6            | 9            | —            | —            | —            | —            | 49           | —            | 18           | 21           | 27           | —            | 2            | - US: 2x платиновый - UK: золотой - CAN: 2× платиновый |
| 1981 | Face Dances - Выпущен: 16 марта 1981 - Лейбл: Polydor, Warner Bros. Records  | 2            | 16           | —            | 2            | —            | —            | 29           | —            | 6            | 19           | 17           | —            | 4            | - US: платиновый - UK: серебряный                      |
| 1982 | It's Hard - Выпущен: 4 сентября 1982 - Лейбл: Polydor, Warner Bros.          | 11           | 55           | —            | 3            | —            | —            | —            | —            | 30           | 28           | 47           | —            | 8            | - US: золотой - CAN: золотой                           |
| 2006 | Endless Wire - Выпущен: 31 октября 2006 - Лейбл: Polydor, Republic Records   | 9            | —            | 28           | 10           | 57           | 62           | 4            | 52           | 77           | 23           | —            | 51           | 7            | - UK: золотой                                          |
| 2019 | Who - Выпущен: 6 декабря 2019 - Лейбл: Polydor                               | 3            |              |              |              |              |              |              |              |              |              |              |              | 2            |                                                        |

## Концертные альбомы
| 1970                                    | Live at Leeds - Выпущен: 16 мая 1970 - Лейбл: MCA, Polydor, Track                                               | 3  | 6 | —  | 8  | 5  | 13 | 4   | US: 2 × платиновый |
| 1984                                    | Who's Last - Выпущен: декабрь 1984 - Лейбл: Decca, Reaction Records                                             | 48 | — | 56 | —  | —  | —  | 81  |                    |
| 1990                                    | Join Together - Выпущен: март 1990 - Лейбл: MCA, Virgin Records                                                 | 59 | — | —  | —  | —  | —  | 188 |                    |
| 1996                                    | Live at the Isle of Wight Festival 1970 - Выпущен: 29 октября 1996 - Лейбл: Columbia Records, Legacy Recordings | 84 | — | —  | —  | —  | —  | 194 |                    |
| 2000                                    | BBC Sessions - Выпущен: 15 февраля 2000 - Лейбл: MCA, Polydor                                                   | 24 | — | —  | —  | —  | —  | 101 |                    |
| 2000                                    | Blues to the Bush - Выпущен: 19 марта 2000 - Лейбл: MCA, Polydor                                                | —  | — | —  | —  | —  | —  | —   |                    |
| 2003                                    | Live at the Royal Albert Hall - Выпущен: 5 декабря 2003 - Лейбл: MCA, Polydor                                   | 72 | — | —  | 43 | 95 | —  | —   |                    |
| 2006                                    | Live from Toronto - Выпущен: 21 апреля 2006 - Лейбл: Immortal Records                                           | —  | — | —  | —  | —  | —  | —   |                    |
| 2007                                    | View from a Backstage Pass - Выпущен: 5 ноября 2007 - Лейбл: thewho.com                                         | —  | — | —  | —  | —  | —  | —   |                    |
| 2010                                    | Greatest Hits Live - Выпущен: 18 января 2010 - Лейбл: Geffen Records                                            | —  | — | —  | —  | —  | —  | —   |                    |
| Прочерк «—» означает отсутствие в чарте | |    |   |    |    |    |    |     |                    |

## Сборники
| Год | Подробности                                                                     | Высшие места | Высшие места | Высшие места | Высшие места | Высшие места | Высшие места | Высшие места | Высшие места | Высшие места | Высшие места | Высшие места | Высшие места | Высшие места | Сертификаты                                   |
| Год | Подробности                                                                     | UK           | AUS          | BEL          | CAN          | ESP          | FRA          | GER          | IRE          | NLD          | NOR          | SWE          | SWI          | US           | Сертификаты                                   |
| --- | ------------------------------------------------------------------------------- | ------------ | ------------ | ------------ | ------------ | ------------ | ------------ | ------------ | ------------ | ------------ | ------------ | ------------ | ------------ | ------------ | --------------------------------------------- |
| 1968 | Magic Bus: The Who on Tour - Выпущен: сентябрь 1968 - Лейбл: Decca              | —            | —            | —            | —            | —            | —            | —            | —            | —            | —            | —            | —            | 39           |                                               |
| 1968 | Direct Hits - Выпущен: 1968 - Лейбл: Track                                      | —            | —            | —            | —            | —            | —            | —            | —            | —            | —            | —            | —            | —            |                                               |
| 1970 | Meaty Beaty Big and Bouncy - Выпущен: 30 октября 1971 - Лейбл: Decca            | 9            | 27           | —            | —            | —            | —            | —            | —            | —            | —            | —            | —            | 11           | - US: платиновый                              |
| 1974 | Odds & Sods - Выпущен: 28 сентября 1974 - Лейбл: MCA                            | 10           | 47           | —            | —            | —            | —            | —            | —            | —            | —            | —            | —            | 15           | - UK: серебряный - US: золотой                |
| 1976 | The Story of The Who - Выпущен: 23 сентября 1976 - Лейбл: Polydor               | 2            | —            | —            | —            | —            | —            | —            | —            | —            | —            | —            | —            | —            |                                               |
| 1981 | Phases - Выпущен: май 1981 - Лейбл: Polydor                                     | —            | —            | —            | —            | —            | —            | —            | —            | —            | —            | —            | —            | —            |                                               |
| 1981 | Hooligans - Выпущен: октябрь 1981 - Лейбл: MCA                                  | —            | —            | —            | —            | —            | —            | —            | —            | —            | —            | —            | —            | 52           | - US: золотой                                 |
| 1983 | Who's Greatest Hits - Выпущен: 23 ноября 1983 - Лейбл: MCA                      | —            | 13           | —            | —            | —            | —            | —            | —            | —            | —            | —            | —            | 94           | - US: 2x платиновый                           |
| 1983 | Rarities Volume I & Volume II - Выпущен: 14 августа 1983 - Лейбл: Decca         | —            | —            | —            | —            | —            | —            | —            | —            | —            | —            | —            | —            | —            |                                               |
| 1984 | The Singles - Выпущен: октябрь 1984 - Лейбл: Polydor                            | —            | —            | —            | —            | —            | —            | —            | —            | —            | —            | —            | —            | —            |                                               |
| 1985 | Who's Missing - Выпущен: 30 ноября 1985 - Лейбл: MCA                            | 44           | —            | —            | —            | —            | —            | —            | —            | —            | —            | —            | —            | 116          | - UK: золотой                                 |
| 1985 | The Who Collection - Выпущен: 10 декабря 1985 - Лейбл: Polydor                  | 44           | —            | —            | —            | —            | —            | —            | —            | —            | —            | —            | —            | —            | - UK: золотой (Volume One)                    |
| 1987 | Two's Missing - Выпущен: 11 апреля 1987 - Лейбл: MCA                            | —            | —            | —            | —            | —            | —            | —            | —            | —            | —            | —            | —            | —            |                                               |
| 1988 | Who's Better, Who's Best - Выпущен: 1988 - Лейбл: MCA                           | 10           | 51           | 45           | —            | —            | —            | —            | —            | —            | —            | —            | —            | —            | - CAN: платиновый - UK: золотой - US: золотой |
| 1994 | Thirty Years of Maximum R&B - Выпущен: 5 июля 1994 - Лейбл: MCA                 | 48           | —            | —            | —            | —            | —            | —            | —            | —            | —            | —            | —            | 170          | - US: золотой                                 |
| 1996 | My Generation: The Very Best of the Who - Выпущен: 27 августа 1996 - Лейбл: MCA | 11           | —            | —            | —            | —            | —            | —            | —            | —            | —            | —            | —            | —            | - UK: золотой - US: золотой                   |
| 1999 | The Best of The Who - Выпущен: 13 апреля 1999 - Лейбл: Universal Music Group    | —            | —            | —            | —            | —            | —            | —            | —            | —            | —            | —            | —            | —            | - US: платиновый                              |
| 2002 | The Ultimate Collection - Выпущен: 11 июня 2002 - Лейбл: MCA                    | 17           | —            | —            | —            | —            | —            | —            | 65           | —            | 11           | —            | —            | 31           | - UK: золотой - US: платиновый                |
| 2004 | Then and Now - Выпущен: 30 марта 2004 - Лейбл: Geffen Records                   | 5            | —            | —            | —            | 67           | —            | —            | 74           | —            | —            | —            | —            | 57           |                                               |
| 2004 | The 1st Singles Box - Выпущен: 2 мая 2004 - Лейбл: Polydor                      | 154          | —            | —            | —            | —            | —            | —            | —            | —            | —            | —            | —            | —            |                                               |
| 2009 | Greatest Hits - Выпущен: 21 декабря 2009 - Лейбл:                               | 127          | —            | 69           | —            | —            | —            | —            | —            | —            | —            | —            | —            | 56           |                                               |
| «—» альбом был выпущен, но не попал в чарт; альбом не был выпущен на определённой территории либо информация о чарте недоступна. |                                                                                 |              |              |              |              |              |              |              |              |              |              |              |              |              |                                               |

## Мини-альбомы
| Год  | Подробности                                                            | Высшие места | Высшие места |
| Год  | Подробности                                                            | UK           | US           |
| ---- | ---------------------------------------------------------------------- | ------------ | ------------ |
| 1966 | Ready Steady Who - Выпущен: 11 ноября 1966 - Лейбл: Reaction Records   | —            | —            |
| 1970 | Tommy - Выпущен: 6 ноября 1970 - Лейбл: Track Records                  | —            | —            |
| 1988 | Won’t Get Fooled Again - Выпущен: август 1988 - Лейбл: Polydor Records | 91           | —            |
| 2006 | Wire & Glass - Выпущен: 17 июля 2006 - Label: Polydor Records          | —            | —            |

## Синглы
| Год  | Песня                       | Сторона «Б»                                                  | Высшие места в чартах | Высшие места в чартах | Высшие места в чартах | Альбом                   |
| Год  | Песня                       | Сторона «Б»                                                  | UK                    | US                    | US Rock               | Альбом                   |
| ---- | --------------------------- | ------------------------------------------------------------ | --------------------- | --------------------- | --------------------- | ------------------------ |
| 1964 | «Zoot Suit»                 | «I’m The Face»                                               | -                     |                       |                       |                          |
| 1965 | «I Can't Explain»           | «Bald Headed Woman»                                          | 8                     | 93                    |                       |                          |
| 1965 | «Anyway, Anyhow, Anywhere»  | «Daddy Rolling Stone» (UK) «Anytime You Want Me» (US)        | 10                    | -                     |                       |                          |
| 1965 | «My Generation»             | «Shout and Shimmy» (UK) «Out in the Street» (US)             | 2                     | 74                    |                       | My Generation            |
| 1966 | «Substitute»                | «Circles» (UK) «Waltz for a Pig» (US)                        | 5                     | -                     |                       |                          |
| 1966 | «A Legal Matter»            | «Instant Party»                                              | 32                    |                       |                       | My Generation            |
| 1966 | «The Kids Are Alright»      | «The Ox» (UK) «A Legal Matter» (US)                          | 41                    | 106                   |                       | My Generation            |
| 1966 | «I'm a Boy»                 | «In the City»                                                | 2                     | -                     |                       |                          |
| 1966 | «La-La-La-Lies»             | «The Good’s Gone»                                            | -                     |                       |                       | My Generation            |
| 1966 | «Happy Jack»                | «I’ve Been Away» (UK) «Whiskey Man» (US)                     | 3                     | 24                    |                       |                          |
| 1967 | «Pictures of Lily»          | «Doctor, Doctor»                                             | 4                     | 51                    |                       |                          |
| 1967 | «The Last Time»             | «Under My Thumb»                                             | 44                    |                       |                       |                          |
| 1967 | «I Can See for Miles»       | «Someone’s Coming» (UK) «Mary Anne with the Shaky Hand» (US) | 10                    | 9                     |                       | The Who Sell Out         |
| 1968 | «Call Me Lightning»         | «Dr. Jekyll & Mr. Hyde»                                      |                       | 40                    |                       |                          |
| 1968 | «Dogs»                      | «Call Me Lightning»                                          | 25                    |                       |                       |                          |
| 1968 | «Magic Bus»                 | «Someone’s Coming» (US) «Dr. Jekyll & Mr. Hyde» (UK)         | 26                    | 25                    |                       |                          |
| 1969 | «Pinball Wizard»            | «Dogs, Pt. 2»                                                | 4                     | 19                    |                       | Tommy                    |
| 1969 | «I’m Free»                  | «We’re Not Gonna Take It»                                    |                       | 37                    |                       | Tommy                    |
| 1970 | «The Seeker»                | «Here for More»                                              | 19                    | 44                    |                       |                          |
| 1970 | «Summertime Blues»          | «Heaven and Hell»                                            | 38                    | 27                    |                       | Live at Leeds            |
| 1970 | «See Me, Feel Me»           | «Overture»                                                   |                       | 12                    |                       | Tommy                    |
| 1971 | «Baba O'Riley»              | «My Wife»                                                    |                       |                       |                       | Who's Next               |
| 1971 | «Won't Get Fooled Again»    | «I Don’t Even Know Myself»                                   | 9                     | 15                    |                       | Who's Next               |
| 1971 | «Let’s See Action»          | «When I Was a Boy»                                           | 16                    |                       |                       | Who Came First           |
| 1971 | «Behind Blue Eyes»          | «My Wife»                                                    |                       | 34                    |                       | Who’s Next               |
| 1972 | «Join Together»             | «Baby Don’t You Do It»                                       | 9                     | 17                    |                       |                          |
| 1972 | «Relay»                     | «Waspman»                                                    | 21                    | 39                    |                       |                          |
| 1973 | «5:15»                      | «Water»                                                      | 20                    |                       |                       | Quadrophenia             |
| 1973 | «Love Reign O'er Me»        | «Water»                                                      |                       | 76                    |                       | Quadrophenia             |
| 1974 | «The Real Me»               | «I’m One»                                                    |                       | 92                    |                       | Quadrophenia             |
| 1974 | «Postcard»                  | «Put the Money Down»                                         |                       |                       |                       | Odds & Sods              |
| 1975 | «Squeeze Box»               | «Success Story»                                              | 10                    | 16                    |                       | The Who by Numbers       |
| 1976 | «Slip Kid»                  | «Dreaming from the Waist»                                    |                       | -                     |                       | The Who By Numbers       |
| 1976 | «Substitute»                | «I’m a Boy»                                                  | 7                     | -                     |                       | The Story of The Who     |
| 1978 | «Who Are You»               | «Had Enough»                                                 | 18                    | 14                    |                       | Who Are You              |
| 1978 | «Trick of the Light»        | «905»                                                        | -                     | -                     |                       | Who Are You              |
| 1979 | «Long Live Rock»            | «I’m the Face»/«My Wife» (UK) «My Wife» (US)                 | 48                    | 54                    |                       | The Kids Are Alright     |
| 1979 | «5:15»                      | «I’m One»                                                    | -                     | 45                    |                       | Квадрофения саундтрек    |
| 1981 | «You Better You Bet»        | «The Quiet One»                                              | 9                     | 18                    | 1                     | Face Dances              |
| 1981 | «Don’t Let Go the Coat»     | «You»                                                        | 47                    | 84                    | -                     | Face Dances              |
| 1982 | «Athena»                    | «A Man Is a Man» (UK) «It’s Your Turn» (US)                  | 40                    | 28                    | 3                     | It's Hard                |
| 1982 | «Eminence Front»            | «One at a Time»                                              |                       | 68                    | 5                     | It’s Hard                |
| 1983 | «It’s Hard»                 | «Dangerous»                                                  |                       | -                     | 39                    | It’s Hard                |
| 1983 | «You Better You Bet (live)» | «Don’t Let Go the Coat»                                      |                       | -                     |                       | Face Dances              |
| 1984 | «Twist and Shout»           | «I Can’t Explain»                                            |                       | -                     |                       | Who's Last               |
| 1988 | «My Generation»             | «Substitute»/«Baba O’Riley»/«Behind Blue Eyes»               |                       |                       |                       | Who's Better, Who's Best |
| 2004 | «Real Good Looking Boy»     | «Old Red Wine»                                               | -                     |                       |                       | Then and Now             |
| 2006 | «It's Not Enough»           | «Tea & Theatre»                                              |                       | -                     | 37                    | Endless Wire             |

## Фильмография

### Художественные фильмы
1975 Томми
1979 Квадрофения

### Документальные фильмы
1979 The Kids Are Alright
2000 Classic Albums: The Who – Who's Next
2008 Amazing Journey: The Story of The Who
2013 The Who: The Making of Tommy

### Видео-альбомы
1988 Who’s Better, Who’s Best
1994 Thirty Years of Maximum R&B Live
1998 Live at the Isle of Wight Festival 1970
2001 The Who & Special Guests: Live at the Royal Albert Hall
2003 The Who Special Edition EP
2003 Live in Boston
2005 Tommy and Quadrophenia Live
2006 The Vegas Job
2008 The Who at Kilburn: 1977

### Появления
1968 Monterey Pop
1970 Вудсток
1980 Concert for Kampuchea
1996 Рок-н-ролльный цирк Роллинг Стоунз
2001 The Concert for New York City